# Frontenhausen
Frontenhausen – gmina targowa w Niemczech, w kraju związkowym Bawaria, w rejencji Dolna Bawaria, w regionie Landshut, w powiecie Dingolfing-Landau. Leży około 10 km na południe od Dingolfing, nad rzeką Vils.

## Demografia
Dane o ludności z 31 grudnia 2008:
| Opis                                | Ogółem | Ogółem | Kobiety | Kobiety | Mężczyźni | Mężczyźni |
| ----------------------------------- | ------ | ------ | ------- | ------- | --------- | --------- |
| Jednostka                           | osób   | %      | osób    | %       | osób      | %         |
| Populacja                           | 4398   | 100    | 2191    | 49,82   | 2207      | 50,18     |
| Wiek przedprodukcyjny (0–17 lat)    | 939    | 21,35  | 458     | 10,41   | 481       | 10,94     |
| Wiek produkcyjny (18–65 lat)        | 2672   | 60,75  | 1295    | 29,45   | 1377      | 31,31     |
| Wiek poprodukcyjny (powyżej 65 lat) | 787    | 17,89  | 438     | 9,96    | 349       | 7,94      |

## Polityka
Wójtem jest Georg Retz z CSU. Rada gminy składa się z 16 osób.
|      | CSU | SPD | FWGL | RL | Razem |
| 2008 | 8   | 2   | 4    | 2  | 16    |
| 2002 | 10  | 2   | 2    | 2  | 16    |

## Galeria

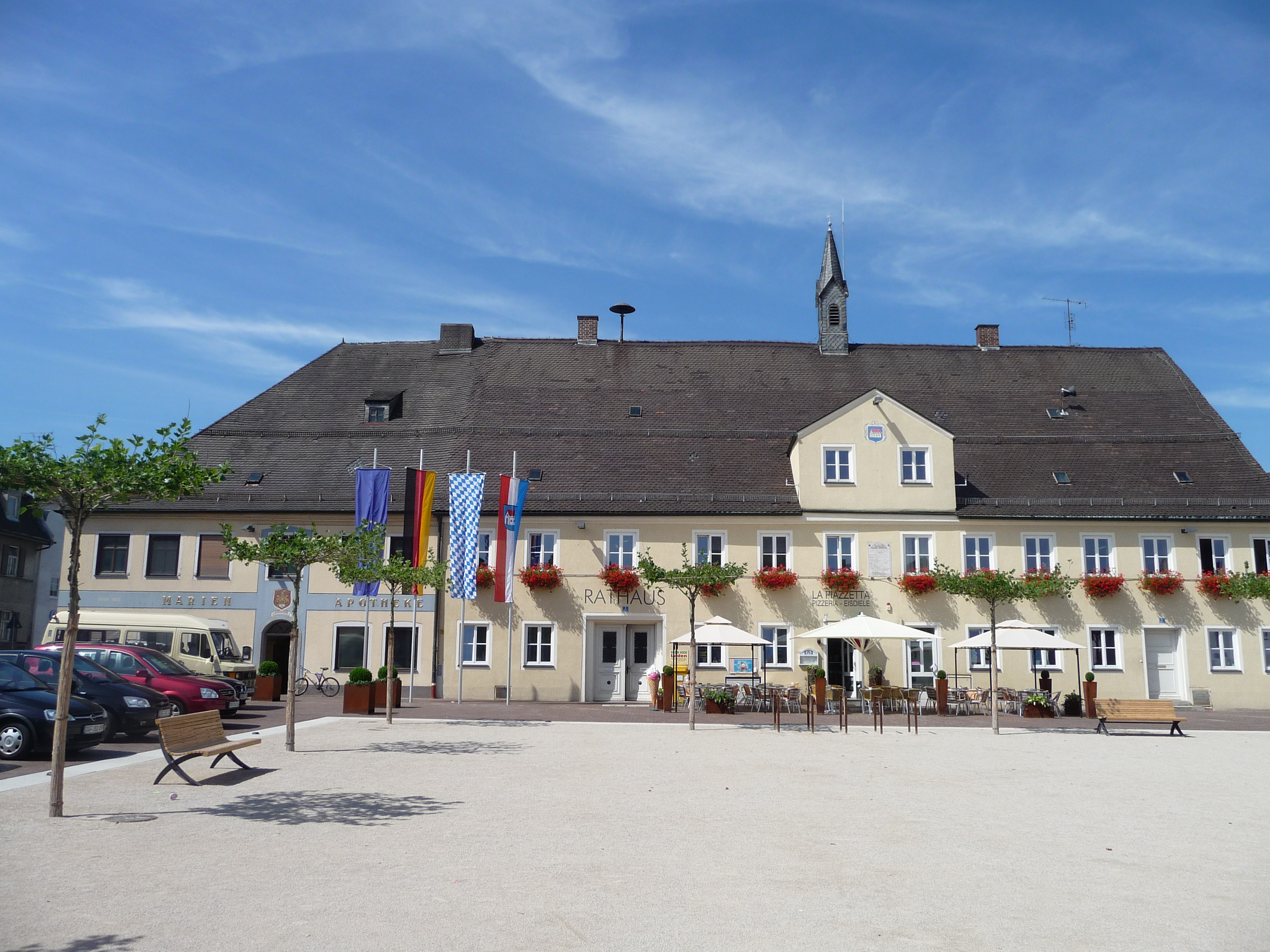
Ratusz
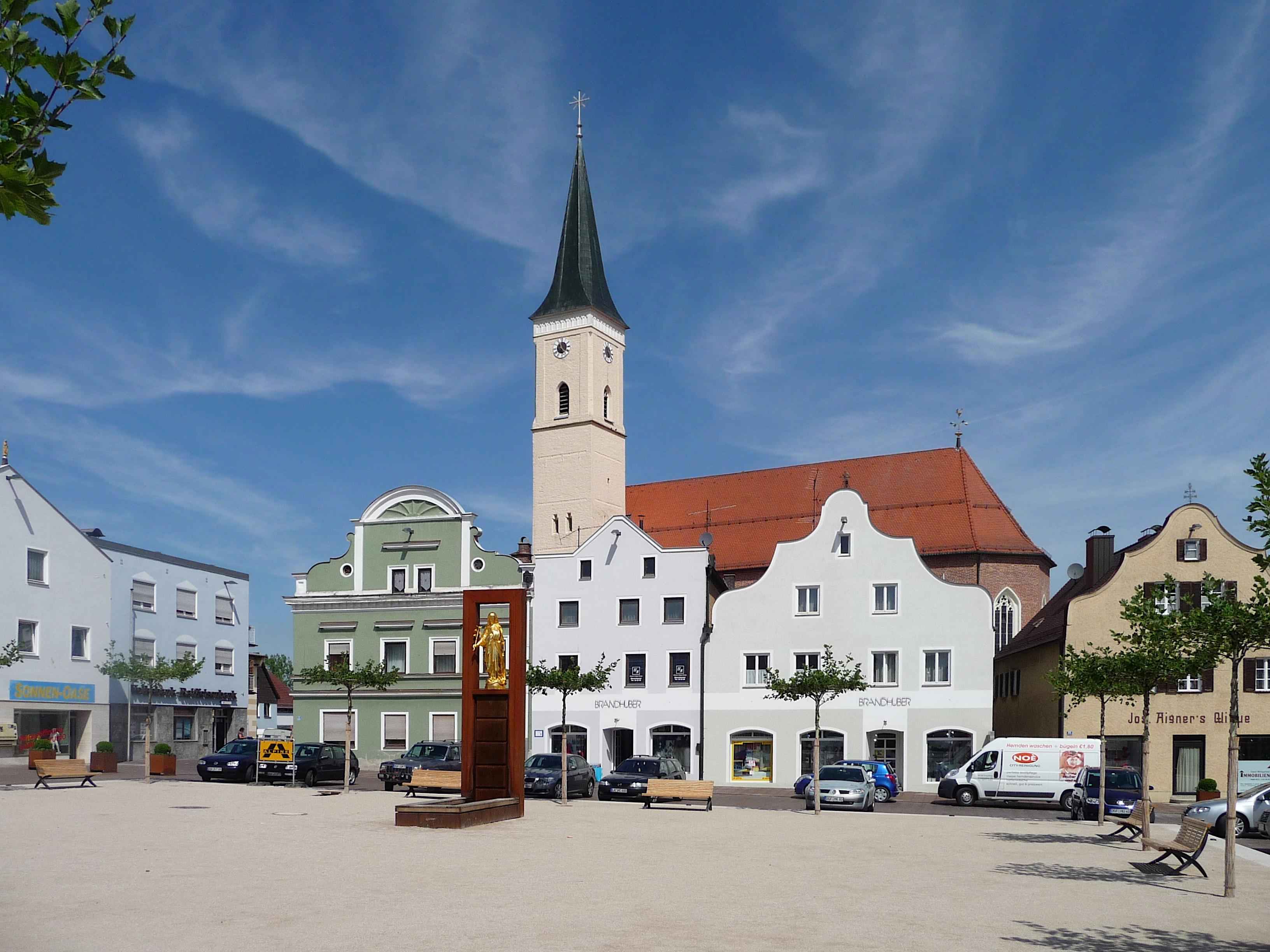
Rynek